# Thyridosmylus punctulatus
Thyridosmylus punctulatus is een insect uit de familie watergaasvliegen (Osmylidae), die tot de orde netvleugeligen (Neuroptera) behoort. 
Thyridosmylus punctulatus is voor het eerst wetenschappelijk beschreven door Navás in 1933. De soort komt voor in Madagaskar.